# الحواديف (الكنزرة)
الحواديف هي إحدى مشيخات المملكة المغربية، تتبع جغرافيا لإقليم الخميسات وإداريًا لالكنزرة. يقدر عدد سكانها بـ 5056 نسمة حسب الإحصاء الرسمي للسكان والسكنى لسنة 2004.